# جين هوارد
جين هوارد (بالإنجليزية: Gene Howard) هو لاعب كرة قدم أمريكية أمريكي، ولد في 22 ديسمبر 1946 في ليتل روك في الولايات المتحدة.

## وصلات خارجية
- جين هوارد على موقع مرجع كرة القدم المحترفة.كوم (الإنجليزية)